# Trimenia macmasteri
McMaster’s Silver-spotted Copper (Trimenia macmasteri) là một loài bướm ngày thuộc họ Lycaenidae. Nó được tìm thấy ở Nam Phi, ở đó nó is found from Beaufort West to the Roggeveld escarpment in the West Cape.
Sải cánh dài 24–32 mm đối với con đực and 27–39 mm females. Con trưởng thành bay từ tháng 9 đến tháng 1, nhiều nhất vào từ tháng 10 đến tháng 12. Có một lứa một năm.

## Phụ loài
- Trimenia macmasteri macmasteri (West Cape from Great Karoo along the coastal hills to the East Cape)
- Trimenia macmasteri mijburghi Dickson, 1980 (Namaqualand and Bushmanland in the North Cape and further north)